# Triado

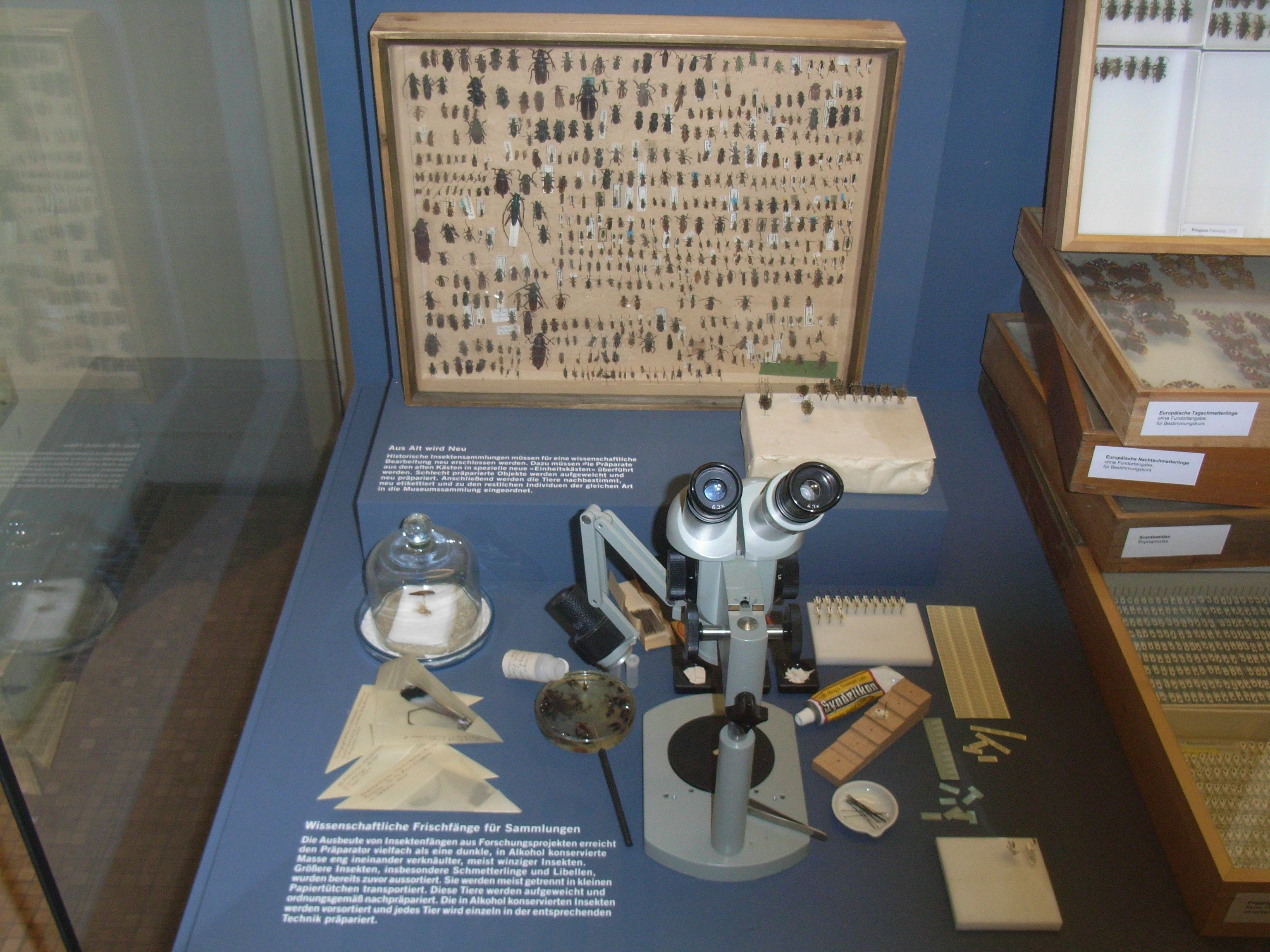
El proceso de triado se realiza utilizando lupa binocular.

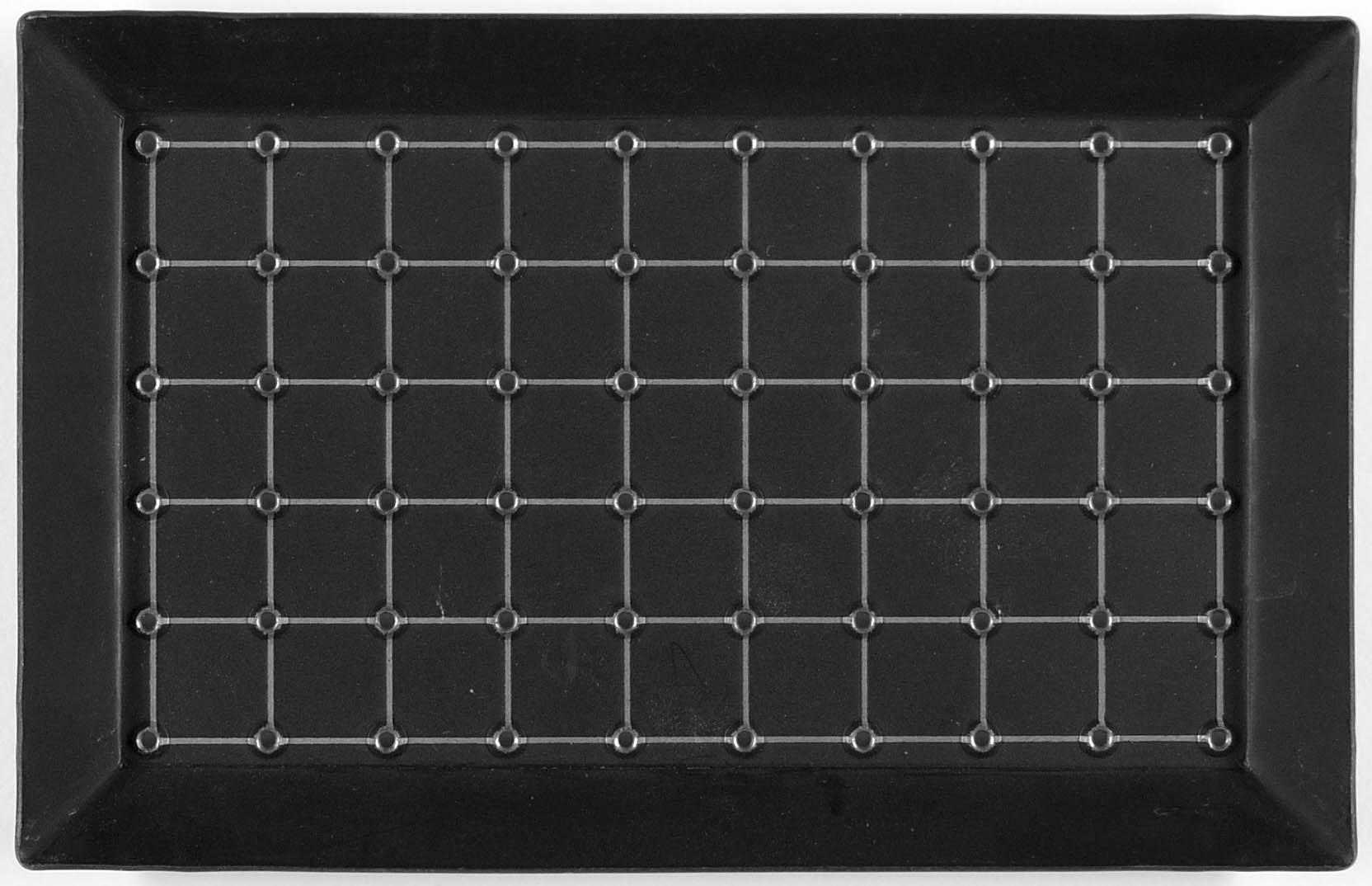
Bandeja de triado.

Se denomina triado a un proceso utilizado en paleontología, concretamente en micropaleontología, y que consiste en la recuperación de fósiles manualmente, con la ayuda de un pincel y pinzas, a partir de un sedimento. Para realizar esta labor es necesario el uso de una lupa binocular para distinguir los restos de menor tamaño. Previamente a esta fase se debe tamizar y separar el sedimento en varios tamaños.
El procedimiento, muy sencillo, consiste en verter la muestra de sedimento, previamente disgregada y concentrada, en una pequeña bandeja con el fondo cuadriculado y del color adecuado, blanco o negro, para que contrasten los elementos a observar. Se va procesanso la muestra poniendo en la bandeja cada vez la cantidad adecuada para que quede completamente extendida, formando una única capa, de forma que todo quede a la vista, sin amontonamientos. Bajo la lupa binocular se va desplazando la bandeja, extrayendo los fósiles según se van hallando, hasta haber observado todo el contenido. Dependiendo de su tamaño, los fósiles se pueden extraer con ayuda de unas pinzas, de un pincel fino con la punta humedecida o de una aguja enmangada, que se pincha de cuando en cuando en plastilina para que se conserve pegajosa.
Este método se usa, por ejemplo, para recuperar fósiles procedentes de oogonios de carofíceas, conchas de foraminíferos, caparazones de ostrácodos, conodontos o piezas dentarias de micromamíferos.